# Grant Vud
Grant Devolson Vud (13. februar 1891 – 12. februar 1942) bio je američki slikar  koji je najbolje poznat po svojim slikama koje prikazuju ruralni američki Srednji zapad, posebno Američkoj gotici (1930), koja je postala ikonska slika 20. veka.

## Rani život
Vud je rođen u ruralnoj Ajovi, 4 milje (6,43 km) istočno od Anamose, dana 13. februara 1891. godine, kao sin Hati Diet Viver Vud i Frensis Merivil Vud. Njegova majka je preselila porodicu u Sidar Rapids nakon što mu je otac umro 1901. Ubrzo nakon toga, Vud je počeo kao šegrt u lokalnoj metalskoj radnji. Nakon što je završio srednju školu Vašington, Vud se upisao u Zanatski ceh, umetničku školu koju su u potpunosti vodile žene u Mineapolisu 1910. godine.
Godine 1913, upisao se na Školu umetničkog instituta u Čikagu i obavljao neke poslove kao kujundžija.

## Karijera
Pred kraj Prvog svetskog rata, Vud se pridružio američkoj vojsci, radeći kao umetnik dizajnirajući maskirne scene, kao i drugu umetnost.
Od 1919. do 1925. Vud je predavao umetnost učenicima nižih srednjih škola u sistemu javnih škola Sidar Rapidsa. Ovaj posao je obezbedio finansijsku stabilnost, a njegova sezonska priroda mu je omogućila letnja putovanja u Evropu da studira umetnost. Pored toga, uzeo je odsustvo za školsku godinu 1923–1924 kako bi mogao da provede celu godinu studirajući u Evropi.
Od 1922. do 1935, Vud je živeo sa svojom majkom u potkrovlju kočijašnice u Sidar Rapidsu, koju je pretvorio u svoj lični studio u „5 Terner Ali“ (atelje nije imao adresu dok Vud nije izmislio jednu).
Od 1922. do 1928, Vud je četiri puta putovao u Evropu, gde je proučavao mnoge stilove slikarstva, posebno impresionizam i postimpresionizam. Međutim, delo flamanskog umetnika iz 15. veka Jana van Ajka uticalo je na njega da preuzme jasnoću ove tehnike i da je ugradi u svoja nova dela. Pored toga, njegovo putovanje u Minhen 1928. bilo je da nadgleda izradu vitraža koje je dizajnirao za Memorijalnu zgradu veterana u Sidar Rapidsu.
Godine 1932, Vud je pomogao u osnivanju umetničke kolonije Stoun Citi u blizini svog rodnog grada kako bi pomogao umetnicima da prebrode Veliku depresiju. Postao je veliki zagovornik regionalizma u umetnosti, držeći predavanja širom zemlje na tu temu. Kako se njegov klasično američki imidž učvršćivao, njegovi boemski dani u Parizu su izbrisani iz njegove javne ličnosti.
Od 1934. do 1941, Vud je predavao slikarstvo na Školi umetnosti Univerziteta u Ajovi. Tokom tog vremena, nadgledao je projekte oslikavanja murala, bio mentor studentima, proizvodio razne sopstvene radove i postao ključni deo univerzitetske kulturne zajednice.

## Lični život
Od 1935. do 1938, Vud je bio oženjen Sarom Šerman Makson. Prijatelji su brak smatrali Vudovom greškom.
Smatra se da je Vud bio prikriveni homoseksualac, i da je postojao pokušaj od strane starijeg kolege, Lestera Longmana, da ga otpusti iz moralnih razloga i zbog njegovog zalaganja za regionalizam. Kritičarka Dženet Maslin navodi da su njegovi prijatelji znali da je on „homoseksualac i pomalo šaljiv u svojoj maskaradi kao dečak sa farme odeven u kombinezon“. Univerzitetska uprava je odbacila optužbe, i Vud bi se vratio kao profesor da nije bilo njegovih sve većih zdravstvenih problema.
Vud je bio strastveni mason i član lože Maunt Hermon #263 u Sidar Rapidsu, Ajova. Nakon što je dobio 3. stepen majstora masona, naslikao je Prva tri stepena masonerije 1921. godine.

## Spisak radova

### Slike
- (1924)
- Jesenje oranje, Grant Vud[18]The Little Chapel Chancelade (1926)
- (1929)
- (1930)
- (1930)
- (1930)
- (1931)
- (1931)
- (1931)
- (1931)
- (1931)
- (1931)
- (1932)
- (1932)
- (1932)
- (1932)
- (1933)
- (1933)
- (1934)
- (1935)
- (1935)
- (1936)
- (1937)
- (1937)
- (1939)
- (1939)
- -{Parson Weems' Fablev (1939)
- (1940)
- (1941)
- ' (1941)

## Literatura
- Corn, Wanda M. Grant Wood: The Regionalist Vision. New Haven: Minneapolis Institute of Arts and Yale University Press, 1983.
- Crowe, David. "Illustration as Interpretation: Grant Wood's 'New Deal' Reading of Sinclair Lewis's Main Street." In Sinclair Lewis at 100: Papers Presented at a Centennial Conference, edited by Michael Connaughton, 95–111. St. Cloud, MN: St. Cloud State University, 1985.
- Czestochowski, Joseph S. John Steuart Curry and Grant Wood: A Portrait of Rural America. Columbia: University of Missouri Press and Cedar Rapids Art Association, 1981.
- DeLong, Lea Rosson. Grant Wood's Main Street: Art, Literature and the American Midwest. Ames: Exhibition catalog from the Brunnier Art Museum at Iowa State University, 2004.
- When Tillage Begins, Other Arts Follow: Grant Wood and Christian Petersen Murals. Ames: Exhibition catalog from the Brunnier Art Museum at Iowa State University, 2006.
- Dennis, James M. Grant Wood: A Study in American Art and Culture. New York: Viking Press, 1975.
- Renegade Regionalists: The Modern Independence of Grant Wood, Thomas Hart Benton, and John Steuart Curry. Madison: University of Wisconsin Press, 1998.
- Evans, R. Tripp. Grant Wood [A Life]. New York: Alfred A. Knopf, 2010 OCLC 503041934.
- Graham, Nan Wood, John Zug, and Julie Jensen McDonald. My Brother, Grant Wood. Iowa City: State Historical Society of Iowa, 1993.
- Green, Edwin B. A Grant Wood Sampler, January Issue of the Palimpsest. Iowa City: State Historical Society of Iowa, 1972.
- Haven, Janet. "Going Back to Iowa: The World of Grant Wood" Архивирано на веб-сајту  (19. септембар 2013), MA project in conjunction with the Museum for American Studies of the American Studies Program at the University of Virginia, 1998; includes list of paintings and gallery.
- Hoving, Thomas. American Gothic: The Biography of Grant Wood's American Masterpiece. New York: Chamberlain Brothers, 2005.
- Milosch, Jane C., ed. Grant Wood’s Studio: Birthplace of American Gothic. Cedar Rapids and New York: Cedar Rapids Museum of Art and Prestel, 2005.
- Seery, John E. "Grant Wood's Political Gothic." Theory & Event 2, no. 1 (1998).
- Taylor, Sue. "Grant Wood's Family Album." American Art 19, no. 2 (2005): 48–67.

## Spoljašnje veze
- Grant Wood scrapbooks, Iowa Digital Library
- Cedar Rapids Museum of Art biography of Grant Wood
- American Classic: Grant Wood and the meaning of his art
- Grant Wood's Studio
- Grant Wood Gallery at MuseumSyndicate Архивирано на веб-сајту  (26. новембар 2010)
- The Long Voyage Home Artist Portraits and Paintings Архивирано на веб-сајту  (24. мај 2019) at The Ned Scott Archive
- "Grant Woods Murals in the Parks Library at Iowa State University"
- https://web.archive.org/web/20170921100634/http://www.usa-decouverte.com/culture/magazine/grant_wood.html article by André Girod